# Russische Orthodoxe Kirche im Ausland
Die Russische Orthodoxe Kirche im Ausland (ROKA, russisch Ру́сская правосла́вная це́рковь заграни́цей Russkaja pravoslawnaja zerkow sagranizej РПЦЗ, kurz: Russisch-Orthodoxe Auslandskirche) ist eine selbstverwaltete Kirche innerhalb des Patriarchats von Moskau. Ihr Sitz ist in New York. Sie hat Diözesen in Westeuropa, Ozeanien, Nord- und Südamerika.
Die Kirche wurde von Exilanten nach der Oktoberrevolution gegründet und war von 1927 bis 2007 eine eigenständige Kirche, 2007 fand die Wiedervereinigung mit der Russisch-Orthodoxen Kirche statt.

## Geschichte
Die Russisch-orthodoxe Kirche im Ausland ist nach der Oktoberrevolution und dem Bürgerkrieg von russisch-orthodoxen Christen außerhalb der Sowjetunion gegründet worden. Sie entstand aus Gemeinden von Flüchtlingen, die Russland wegen der kommunistischen Christenverfolgung verlassen mussten. Als in den 1920er Jahren der Kontakt zur Kirchenleitung in Russland selbst abbrach, forderte der damalige Patriarch Tichon in einem Dekret jene Teile der russischen Kirche, die wegen der politischen Situation ohne Verbindung zur kirchlichen Leitung standen, dazu auf, eine eigene oberste kirchliche Verwaltung einzurichten. Seit 1927 verwaltete sich die Russisch-Orthodoxe Auslandskirche selbst.

## Aufgabe und Wesen
Während der 70-jährigen Geschichte der Sowjetunion versuchte die Russisch-Orthodoxe Kirche im Ausland, das religiöse Erbe der russischen Orthodoxie zu wahren. Auseinandersetzungen mit dem Moskauer Patriarchat betrafen vor allem politische Fragen, da das Moskauer Patriarchat nach Ansicht großer Teile der russischen Diaspora dem sowjetischen Regime zu nahe stand und teilweise vom KGB unterwandert war. Seinerseits betrachtete das Moskauer Patriarchat die russisch-orthodoxe Auslandskirche während ihrer Selbständigkeit als Kirche mit irregulärem Status, gleichzeitig jedoch als Teil der einen Russisch-Orthodoxen Kirche.
Die ROKA ist seit Jahren bemüht, den orthodoxen Glauben auch unter westlichen, nicht-orthodoxen Gläubigen zu verbreiten, wobei westlich-liturgische Formen weiterhin respektiert werden. So ist in den letzten Jahrzehnten eine Art „Orthodoxie mit westlichem Ritus“ entstanden, den einzelne Pfarreien und Klöster angenommen haben. Nachdem die Abtei St. Petroc in Cascades (Tasmanien), einem Vorort von Hobart, 2012 geschlossen wurde, ist die Abtei Christ the Savior, die im Juni 2013 von Hamilton (Ontario), Kanada, nach Niagara Falls (New York) umzog, das bedeutendste Kloster der ROKA mit westlichem Ritus.

## Oberhaupt
Die „Oberste Kirchenverwaltung“ wurde vom „Metropoliten der russisch-orthodoxen Auslandskirche“ geleitet und hatte ihren Sitz zuerst in Konstantinopel, dann ab 1921 in Serbien Sremski Karlovci - Metropolit Antonij (Chrapovicki + 1936) sowie Metropolit Anastasij (Gribanovskij) später Belgrad bis 1944, Metropolit Anastasij 1945 in Füssen. Der Bischofssynod 1945-1950 in München, seit 1950 in New York. Von 1964 bis 1985 Metropolit Philaret (Voznesenskij), 1985-2001 Metropolit Vitalij (Ustinov). Von 2001 bis zu dessen Tod am 16. März 2008 wurde die ROKA von ihrem Ersthierarchen Laurus Schkurla geleitet.
Ersthierarchen
- Antonius Chrapowizki (1922–1936)[6]
- Anastasius (Gribanowski) (1936–1964)
- Philaret (Wosnessenski) (1964–1985)
- Vitalis (Ustinow) (1986–2001)
- Laurus (Schkurla) (2001–2008)
- Hilarion (Kapral) (2008–2022)
- Nicholas (Olchowski) (2022-)

## Bischofskonzil
Beschlüsse von gesamtkirchlicher Bedeutung wurden durch das von allen Bischöfen gebildete Bischofskonzil gefällt.

## Diözesen
Die Russisch-orthodoxe Auslandskirche umfasste etwa 450 Gemeinden und Eparchien in Nord- und Südamerika, Westeuropa, Großbritannien und Deutschland. Seit 1990 gibt es auch in Russland Gemeinden der Auslandskirche.
- Diözese von Ostamerika und New York[7]
- Diözese von San Francisco und Westamerika[8]
- Diözese von Chicago und Mittelamerika[9]
- Diözese von Montreal und Kanada[10]
- Diözese von Caracas und Südamerika[11]
- Diözese von Großbritannien und Westeuropa[12]
- Diözese von Berlin und Deutschland – so der offizielle deutsche Titel – ist die größte Diözese der ROKA und zugleich die älteste orthodoxe Diözese in Deutschland. Sie wird derzeit von Erzbischof Mark Arndt geleitet und umfasst auch Gemeinden in Großbritannien, Dänemark und Österreich.[13] Der Sitz dieser im 18. Jahrhundert gegründeten Diözese ist München.[14] Vikar der deutschen Diözese ist Bischof Hiob Bandmann von Stuttgart.[15] Insgesamt gibt es in Deutschland über 70 aktive russisch-orthodoxe Gemeinden.[16]

- Diözese von Sydney, Australien und Neuseeland[17]

Daneben gibt es einen eigenen Bischof für die zurückgekehrten Altgläubigen, da sie zu keiner der Diözesen gehören, sondern eine Art eigene Personaldiözese bilden. Bis 2010 war dies Bischof Daniel von Erie (USA).
Nach dessen Tod übernahm Bischof Johannes (Berzins) von Caracas und Südamerika die Aufgabe der Seelsorge für die Jedinowerzy-Gemeinden.

## Bildungseinrichtungen
- Kleriker werden im 1948 gegründeten Holy Trinity Seminary in Jordanville ausgebildet, welches das einzige russisch-orthodoxe Priesterseminar außerhalb Russlands ist. In einem fünfjährigen Studiengang erwerben sie dort einen theologischen Abschluss. Seit 2001 ist dem Seminar auch die Holy Trinity School als eine Einrichtung für Fernstudien angegliedert.[19]
- Die Diözese von Detroit und Mittelamerika verfügt ferner über eine Pastoral School zur Ausbildung von vorwiegend Laienmitarbeitern. Diese Pastoral School bietet ein anerkanntes Fernstudium der orthodoxen Theologie mit dem Schwerpunkt der Pastoraltheologie und -arbeit an.[20]
- Kirchliche Schulen, teilweise mit Internat, bestehen in San Francisco, Nyack NY, Toronto, Sydney, Brüssel, Buenos Aires und Bethanien (Israel).

## Klöster
Zur Russisch-orthodoxen Auslandskirche gehören weltweit einige Klöster.

### USA und Kanada
- Holy Trinity Stavropighial Kloster in Jordanville
- Stavropighial Konvent der Entschlafung, „Novo Diveevo“, in Nanuet, New York
- Einsiedelei in Mahopac, New York
- Heilig-Kreuz-Skite in Wayne (West Virginia)
- Konvent St. Elisabeth in Mohawk, New York
- Kloster des Allbarmherzigsten Heilands in Vashon Island, WA
- Konvent der Geburt der Jungfrau Maria in Wayne, WV
- Maria-Schutz-Konvent in Bluffton, Kanada

### Europa
- Lesna Konvent der Allheiligen Gottesmutter in Provemont, Frankreich
- Kloster des heiligen Edward des Märtyrers in England
- Verkündigungskonvent in London, England

### Deutschland
- Kloster des Heiligen Hiob von Potschajew in München
- Kloster der Hl. Neumärtyrerin und Großfürstin Elisabeth in Buchendorf bei München, Gauting
- Benediktinerkloster Mariae Himmelfahrt in Eisbergen / Porta Westfalica, unter dem Omophorion von Metropolit Hilarion[21]
- Geplantes Kloster auf dem Schloss Seyfriedsberg bei Ziemetshausen[22][23]

### Jerusalem
- Ölbergskonvent in Jerusalem
- Gethsemane-Konvent, Kirche der Heiligen Maria Magdalena

### Australien
- Russisch-Orthodoxer Konvent Unserer Lieben Frau von Kasan, „Novoye Shamarino“ in Kentlyn
- Skite von der Verklärung des Erlösers in Bombala
- Kloster des Erzengels Michael in Marrickville, N.S.W.
- Schwestern der Darstellung des Herrn in Bungarby, N.S.W.

### Anderswo
- Skite des heiligen Chariton in Wadi Fara

## Abspaltungen
Von der Russischen Orthodoxen Kirche gab es mehrere Abspaltungen
- Russische Orthodoxe Kirche im Ausland unter Witali (Ustinow) (ROKA (W), Русская Православная Церковь Заграницей под омофором Метрополита Виталия (Устинова), РПЦЗ (В)), auch Russische Orthodoxe Kirche im Exil (Russian Orthodox Church in Exile), 2001 gegründet, mit Hauptsitz in Mansonville in Kanada, Gläubigen aber hauptsächlich in Russland, der Ukraine, Moldawien, gegründet von Witali Ustinow.[24][25][26] Aus dieser gingen mehrere Abspaltungen hervor:
  - Russische Orthodoxe Kirche im Ausland unter dem Metropoliten in Moldawien (ROKA (M)), offiziell Wahre Orthodoxe Kirche Moldawiens, seit 1997, in Moldawien, mit Gemeinden in Birmingham, Paris, Brüssel, erst 2007 offiziell registriert nach jahrelangen Rechtsstreitigkeiten
  - Russische Orthodoxe Kirche im Ausland (Antonius) (ROKA (W-A), Русская православная церковь зарубежная (Антония), РПЦЗ (В-А)), offiziell Russische Orthodoxe Kirche (Российсская Православная Церковь), seit 2006, in Russland, Belarus, Ukraine und anderen Staaten, entstanden nach internen Streitigkeiten um Bischofsbesetzung

Außerdem entstand
- Russische Orthodoxe Kirche im Ausland unter Arthangelos (Paschkowski) (ROKA (A), Русская Православная Церковь Заграницей под омофором Агафангела (Пашковского), РПЦЗ (А)), 2007 gegründet von Gläubigen, die die Einigung der Russischen Orthodoxen Kirche im Ausland mit dem Patriarchat von Moskau ablehnten

## Wiedervereinigung mit Moskauer Patriarchat
Seit dem politischen Umbruch Anfang der 1990er Jahre strebte die russisch-orthodoxe Auslandskirche die Wiederherstellung der vollen Kircheneinheit an und führte seit 2003 offizielle Gespräche mit der russisch-orthodoxen Kirche des Moskauer Patriarchats. Im Mai 2006 beschloss die Auslandskirche auf ihren IV. Bischofskonzil die Aufhebung der Kirchenspaltung und die Wiederherstellung der kirchlichen Einheit. Hierbei spielte in der BRD aufgewachsene Erzbischof Mark eine wesentliche Rolle, weil aufseiten der Auslandskirche starke Ressentiments gegen das Moskauer Patriarchat wegen dessen Kollaboration mit dem Sowjetregime vorhanden waren. Ein großes Problem war, dass viele Gläubige der Auslandskirche eine offizielle Verurteilung des sog. Sergianismus verlangten, also jener Loyalität des Moskauer Patriarchats dem Sowjetstaat gegenüber (benannt nach Metropolit Sergij Stragorodskij, 1867–1944).
Die offizielle Wiedervereinigung erfolgte am 17. Mai 2007 in Moskau mit der Unterzeichnung eines „Aktes der kanonischen Gemeinschaft“ durch beide Kirchenoberhäupter. Auf Seiten des Moskauer Patriarchats unterzeichnete Patriarch Alexius II. und für die ROKA unterschrieb Metropolit Lavr (Laurus). Hierdurch unterstellte sich die Russisch-Orthodoxe Auslandskirche der übergeordneten Jurisdiktion des Moskauer Patriarchats als selbstverwaltete Kirche. Im Hinblick auf ihre administrativen Angelegenheiten bleibt die Auslandskirche dabei weitgehend selbständig.

## Positionen

### Position zur COVID-19-Pandemie
Der 2019 ernannte Erzbischof von Deutschland Mark Arndt beschuldigte in seinem Sendschreiben vom 5./18. März 2020 (veröffentlicht am 19. März 2020) anlässlich der Coronakrise bestimmte Gruppen, für die Ausbreitung von Infektionen verantwortlich zu sein, weil sie Gottes Zorn provoziert hätten. Hierzu schrieb er u. a.:

„Immer wieder von Neuem zeigt Gott Sein Erbarmen und Seine Langmut mit unserem Geschlecht. Allein der Mensch wollte nicht auf Ihn hören und nicht anerkennen, in welch großem Maß er von göttlicher Hilfe und Gnade abhängt. Der Mensch wollte Gott durch sich selbst ersetzen, als er sich gedankenlos in die Welt – die Schöpfung Gottes, und die Natur des Menschen einmischte. Schon will der Mensch, durch Legalisierung der Euthanasie, die ihm von Gott bestimmte Zeit seines Todes nicht annehmen; er will nicht den gottgegebenen Unterschied zwischen Mann und Frau anerkennen, die besondere Berufung eines jeden; er ist nicht bereit, das Kindergebären als natürliche Erscheinung seines Lebens anzuerkennen, er lässt Getreide nicht auf natürliche Weise wachsen.  Erstaunt es da, dass ständig neue Krankheiten auftauchen, und dass es gegen sie keine Heilmittel mehr gibt, die das Los der Infizierten lindern würden?“

Diese Äußerung brachte ihm von der SPD, der FDP, den Grünen und anderen den Vorwurf ein, ein Verschwörungstheoretiker zu sein.

### Position im Russisch-Ukrainischen Krieg
Zwei Tage vor dem Russischen Überfall auf die Ukraine 2022 erklärte die europäische ROKA, man könne der „extremen Einseitigkeit“ der westlichen Medien nicht zustimmen und am Tag der Invasion schrieb Metropolit Hilarion, dass die Mitglieder auf übermäßiges Fernsehen, Zeitunglesen sowie Internet konsultieren verzichten sollten, um die Herzen vor den „von den Massenmedien entfachten Leidenschaften“ zu verschließen.
Arndt erklärte am 30. Mai 2022 allerdings, dass die ROKA den Krieg gegen die Ukraine für ein „Verbrechen“ halte. Die Behauptung der russischen Regierung, in der Ukraine regierten Nazis, sei „Unsinn“. Arndt verlangte den sofortigen Abzug der russischen Truppen. Wohl habe es auch seitens der ukrainischen Regierung Fehler gegeben, etwa das Verbot der russischen Sprache im Unterricht, doch könne man damit keinen Krieg rechtfertigen. Im Januar 2023 warf Arndt in einem Interview mit der Seite pravoslavie.ru der Ukraine vor, sie würde die Ukrainisch-Orthodoxe Kirche stärker bedrängen als es unter Adolf Hitler der Fall gewesen sei: "Hitler ist nicht so weit gegangen wie die ukrainischen Behörden. Er hat versucht, eine „Kirche“ zu schaffen, die von ihm und seiner Regierung abhängt oder unter ihrer absoluten Kontrolle steht, aber das ist ihm nicht besonders gelungen. Selbst Protestanten und Katholiken, die unter dem Hitler-Regime tätig waren, wurden nicht auf die eine oder andere Weise verfolgt".

### Russische Orthodoxe Kirche im Ausland
- Offizielle Internetpräsenz
- Diözese von Berlin und Deutschland (Russische Orthodoxe Kirchenstiftung)
- Artikel bei Orthodoxwiki (englisch)
- Aufruf des Bischofssynods an die Russisch-Orthodoxe Kirche im Ausland
- Meldung zur Vereinigung der ROKA mit dem Moskauer Patriarchat
- Was bedeutet für uns die kanonische Gemeinschaft?
- Die Russische Orthodoxe Kirche im Ausland von Georg Seide

### Einzelne Kirchen
- Kirche des Hl. Johannes von Kronstadt zu Hamburg